# Ripper Owens
Tim "Ripper" Owens, all'anagrafe Timothy S. Owens (Akron, 13 settembre 1967), è un cantante statunitense, diventato celebre per essere stato il frontman dei Judas Priest dal 1996 al 2003.

## Biografia
Owens esordisce come cantante dei Winters Bane e dei British Steel, una tribute band dei Judas Priest, gruppo che ha sempre amato moltissimo fin dai tempi della sua adolescenza.
Il suo sogno diventa realtà quando un suo demo finisce nelle mani di Scott Travis, batterista dei Priest, che lo fa ascoltare ai restanti membri del gruppo (la dinamica del suo ingaggio nei Judas ha ispirato la trama di un film, Rock Star, in cui il suo ruolo viene interpretato da Mark Wahlberg, doppiato dal cantante Michael Matijevic).
Rimasti affascinati dalla voce di Owens, i fondatori Ian Hill e K.K. Downing lo invitano per un'audizione, dopo la quale viene reclutato come nuovo frontman del gruppo, in sostituzione di Rob Halford. Tuttavia, la sua militanza nei Judas Priest non viene apprezzata da molti fan, sebbene Owens sia ritenuto un ottimo cantante. Con il gruppo di Birmingham incide solamente due album in studio (Jugulator e Demolition) e due dal vivo (Meltdown Live e Live in London).
In un'intervista K. K. Downing dichiara che i Judas Priest commisero un errore ingaggiando Owens e che avrebbero dovuto invece scegliere Ralf Scheepers dei Gamma Ray, con il quale erano già in contatto. Tuttavia, Owens abbandona la band, favorendo il ritorno di Halford, che si ricongiunge ai Judas nel 2003.
La collaborazione con i Judas Priest gli dà molta popolarità e viene contattato dagli Iced Earth per sostituire Matthew Barlow, incidendo The Glorious Burden nel 2004. Successivamente Owens forma i Beyond Fear con Dennis Hayes (che milita con lui nei Winters Bane) e con loro pubblica l'album omonimo del 2006. Contemporaneamente continua a collaborare con gli Iced Earth con i quali, nell'estate 2007, pubblica il singolo Overture of the Wicked ed il consecutivo album Framing Armageddon (Something Wicked Part I).
A dicembre dello stesso anno abbandona gli Iced per il ritorno di Matthew Barlow ed in seguito si unisce ad Yngwie Malmsteen con cui incide due dischi.
Dal 2009 fa parte dei Charred Walls of the Damned, power metal band con cui incide il disco omonimo nel 2010, seguito da Cold Winds on Timeless Days l'anno successivo, e Creatures Watching Over the Dead nel 2018.
Negli ultimi anni è stato impegnato nell'attività live dei Dio Disciples, una band composta da musicisti che in passato hanno collaborato con Ronnie James Dio e che si esibiscono proponendo i pezzi storici del cantante deceduto nel 2010.
Nel 2020 prende parte al lancio della band di "debutto" dell'ex chitarrista dei Judas Priest K.K. Downing: KK'S Priest.

## Discografia

### Solista
- 2009 – Play My Game
- 2018 – The End of Prance (split con Jano Baghoumian)

### Con i Judas Priest
- 1997 – Jugulator
- 1998 – '98 Live Meltdown (album dal vivo)
- 2001 – Demolition
- 2003 – Live in London (album dal vivo e video)

### con gli Iced Earth
- 2003 – The Reckoning (EP)
- 2004 – The Glorious Burden
- 2005 – Gettysburg (1863) (video)
- 2007 – Overture of the Wicked (EP)
- 2007 – Framing Armageddon (Something Wicked Part I)
- 2011 – Festivals of the Wicked (presente nei brani Prophecy, Birth of the Wicked, The Coming Curse e Ten Thousand Strong presenti sul cd audio e nei brani Burning Times, Declaration Day, Violate, Vengeance Is Mine, Ten Thousand Strong, The Hunter, Stormrider, A Charge to Keep, My Own Savior, Prophecy, Birth of the Wicked, The Coming Curse e Iced Earth presenti sul dvd)
- 2011 – 5 Songs (presente nei brani The Hunter (live) e Stormrider (live))

### Con Yngwie Malmsteen
- 2008 – Perpetual Flame
- 2009 – High Impact (presente nel brano Beat It (Michael Jackson cover)
- 2010 – Relentless

### Con i Charred Walls of the Damned
- 2010 – Charred Walls of the Damned
- 2010 – Nice Dreams (singolo)
- 2011 – Cold Winds on Timeless Days
- 2016 – Creatures Watching Over the Dead

### Con i KK's Priest
- 2021 – Sermons Of The Sinner
- 2023 – The Sinner Rides Again

### Altri album
- 1988 – Brainicide – Brainicide (demo)
- 1989 – Brainicide – Dammage Daze (demo)
- 1989 – Brainicide – Brutal Mentality (demo)
- 1993 – Winters Bane – Heart of a Killer
- 2006 – Beyond Fear – Beyond Fear
- 2011 – Absolute Power – Absolute Power (voce aggiuntiva)
- 2017 – Marzi Montazeri – The Uprising
- 2018 – Tourniquet – Gazing At Medusa (voce in tutti i brani ad eccezione di Gazing At Medusa dove canta Deen Castronovo)
- 2019 – Spirits Of Fire – Spirits Of Fire
- 2019 – The Three Tremors – The Three Tremors
- 2019 – The Three Tremors – The Solo Versions
- 2019 – A New Revenge – Enemies & Lovers

### Collaborazioni
- 2005 – Michael Schenker Group – Heavy Hitters (voce nel brano War Pigs)
- 2008 – Roadrunner United – The Concert (voce nei brani Curse Of The Pharaohs, Abigail e Alison Hell)
- 2010 – Avantasia – The Wicked Symphony (voce nel brano Scales Of Justice)
- 2010 – Soulspell – Act II: The Labyrinth Of Truths (voce)
- 2010 – The Claymore – Damnation Reigns (voce nel brano Behind Enemy Lines)
- 2011 – Ralf Scheepers – Scheepers (voce nel brano Remission Of Sin)
- 2011 – Infinita Symphonia – A Mind's Chronicle (voce nel brano Only One Reason)
- 2011 – Wolfpakk – Wolfpakk (voce nel brano Wolfony)
- 2012 – T & N – Slave to the Empire (voce nel brano Kiss Of Death)
- 2012 – Memorain – Evolution (voce nel brano Rules Of Engagement)
- 2012 – Tirana Rockers – Sex Dealer (voce nel brano bonus track Crazy For You)
- 2013 – Helker – Somewhere In The Circle (voce nel brano Begging For Forgiveness)
- 2013 – Maegi – Skies Fall (voce nel brano Demise Of Hopes)
- 2014 – Phill Rocker – Hard To Bleed (voce nei brani So Close To Hell e False Humanity)
- 2015 – Metal Allegiance – Metal Allegiance (voce nel brano bonus track We Rock)
- 2015 – Marius Danielsen's Legend Of Valley Doom – The Legend Of Valley Doom Part 1 (voce)
- 2016 – Trick or Treat – Rabbits' Hill pt. 2 (voce nel brano They Must Die)
- 2017 – Europica – Part One (voce nei brani The Patriot e Unsounded Crosses)
- 2017 – Soulspell – The Second Big Bang (voce nei brani Sound Of Rain e Soulspell (Apocalypse Version))
- 2017 – Tchandala – Resilience (voce nel brano Caesar)
- 2018 – Guardians Of Time – Tearing Up The World (voce ospite)
- 2019 – Walls of Blood – Imperium (voce nel brano Tarnished Dream)
- 2019 – Tourniquet – The Epic Tracks (voce nel brano Fed By Ravens, Eaten By Vultures)

### Partecipazioni
- 2000 – Artisti Vari – Bat Head Soup: A Tribute to Ozzy (voce nel brano Mr. Crowley)
- 2005 – Artisti Vari – Numbers from the Beast: An All Star Salute to Iron Maiden (voce nel brano Flight Of Icarus)
- 2006 – Artisti Vari – Butchering The Beatles - A Headbashing Tribute (voce nel brano Hey Jude)
- 2010 – Artisti Vari – Harder & Heavier: 60's British Invasion Goes Metal (voce nel brano We Gotta Get Out Of This Place)
- 2011 – Artisti Vari – We Wish You a Metal Xmas and a Headbanging New Year (voce nel brano Santa Claus Is Back In Town)
- 2000 – Artisti Vari – Ronnie James Dio - This Is Your Life (voce nel brano Stand Up And Shout con i Dio Disciples)
- 2008 – Artisti Vari – Hell Bent Forever: A Tribute to Judas Priest (voce nel brano Exciter)
- 2014 – Artisti Vari – Helloween Brazilian Tribute 30 Years Of Happiness (voce nel brano We Got The Right con i Soulspell)
- 2015 – Artisti Vari – Immortal Randy Rhoads - The Ultimate Tribute (voce in tutti i brani ad eccezione di Crazy Train, Mr. Crowley e Back To The Coast)
- 2016 – Artisti Vari – Edu Falaschi - A New Lease Of Life: 25th Anniversary Tribute Vol. I (voce nel brano Spread Your Fire con i Soulspell e Ralf Scheepers)
- 2019 – Artisti Vari – The Planet Rock Allstars - You're The Voice  (singolo) (voce nel brano You're The Voice)